# Parco nazionale di Mavrovo

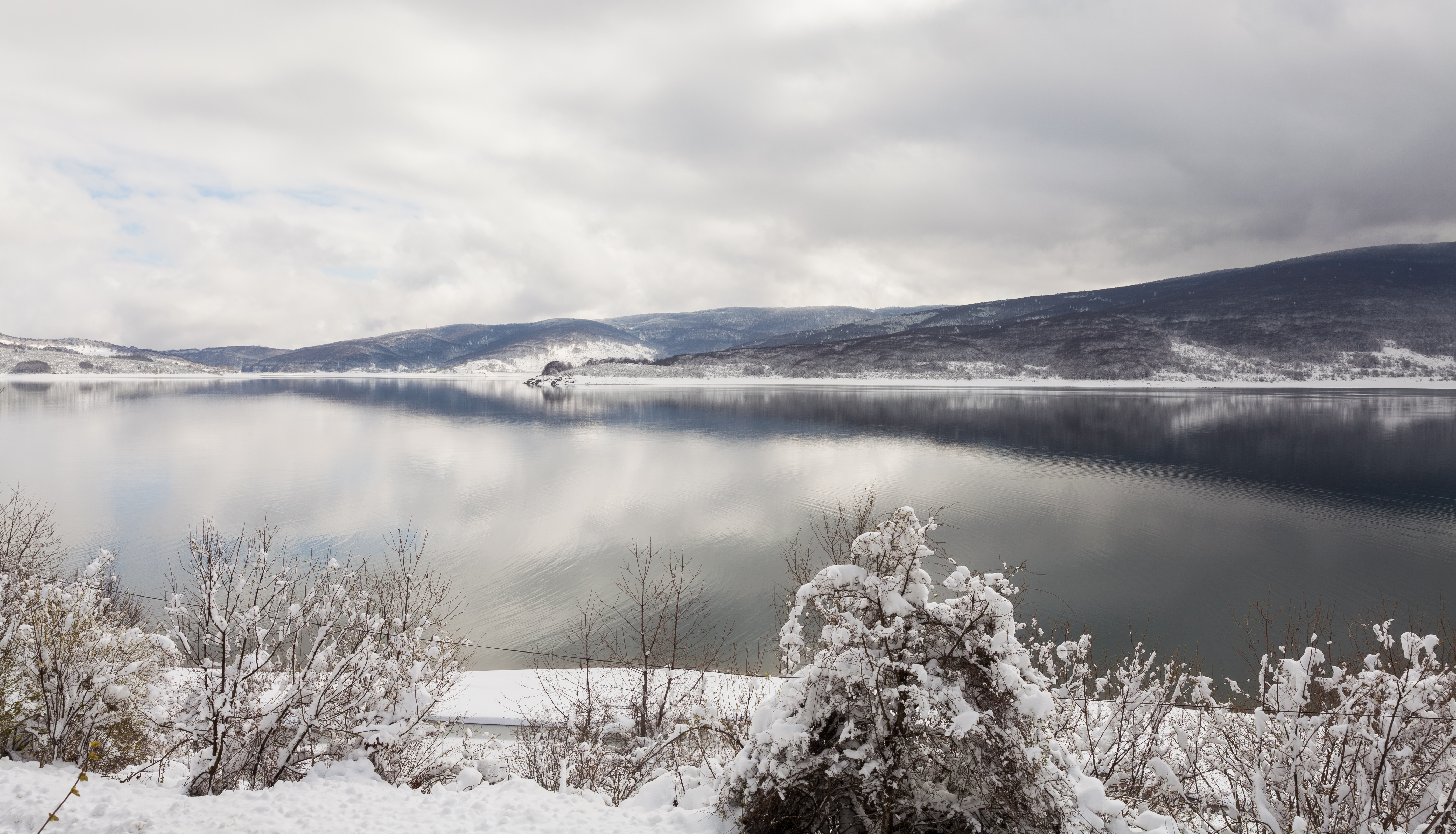
Lago di Mavrovo

Il Parco nazionale di Mavrovo (in macedone: Национален парк Маврово) è il più vasto dei tre parchi nazionali della Macedonia del Nord. Ha una superficie di 722 km²
Il parco è stato istituito nell'aprile del 1949 con una superficie iniziale di 117,5 km² successivamente ampliata nel 1952 fino all'estensione attuale (2021). All'interno del parco 44,17 km² sono di riserva integrale, vi sono poi delle aree a destinazione turistico-ricreativa come l'area intorno al lago di Mavrovo nei pressi della quale si trova anche la località sciistica di Mavrovo. Altri centri abitati nel parco sono Leunovo, Nikiforovo, Kichinitsa e Vrben, nel complesso gli insediamenti nel parco sono 37.

## Geografia e storia
Situato nella parte occidentale del paese al confine con l'Albania e il Kosovo, occupa una superficie di 734 km², nel parco si trovano i rilievi di tre sistemi montuosi: i Monti Šar, i Monte Korab e il massiccio del Bistra. Tra i rilievi scorre per quasi 25 km il fiume Radika, uno degli affluenti del Drin Nero. Il confine occidentale del parco costituisce anche il confine con l'Albania.
All'interno del parco si trovano alcuni monumenti storici tra i quali il monastero di San Giovanni Battista sulle rive del fiume Radika, il ponte Elen Skok sul fiume Mala Reka, l'antica moschea di Rostushe e la necropoli di San Nicola nei pressi di Mavrovo.

## Flora e fauna
Una delle caratteristiche principali del parco è l'elevata biodiversità, vi si trovano infatti flora e fauna di ambienti diversi, da quelli di alta quota fino a specie tipiche delle steppe e dei deserti.
All'interno del parco si trovano cinque specie categorizzate come VU (vulnerabili) nella Lista rossa IUCN tra le quali tre sono invertebrati: il gambero di fiume (Astacus astacus), il gambero di torrente (Austropotamobius torrentium) e la farfalla apollo (Parnassius apollo); una specie di rettili, la vipera dell'Orsini (Vipera ursinii) e una specie di mammiferi, l'arvicola delle nevi dei Balcani (Dinaromys bogdanovi).
Nella Lista rossa IUCN delle farfalle sono comprese Phengaris arion e Euphydryas maturna.

### Alghe, funghi e licheni
Sono state registrate 79 specie di alghe, le più numerose sono eteroconti, 41 specie di cui 37 sono diatomee. Seguono 13 specie di cianobatteri, 12 di carofite, 9 di cloroficee, 2 dinoficee e una specie di rodofite e di euglenoficee.
661 sono le specie di funghi rilevate nel territorio del parco, 558 appartengono ai basidiomiceti, 61 agli ascomiceti, 11 specie ai mixomiceti e una specie agli zigomiceti. 20 sono le specie edibili ritrovabili nel parco.
È attestata la presenza di 151 specie di licheni, 145 dei quali fanno parte della classe Lecanoromycetes e sei nella classe Eurotiomycetes, 67 sono le specie epifite, 49 quelle epilitiche e 35 quelle terricole.
Tre sono le specie commercialmente sfruttabili, il muschio di quercia (Evernia prunastri), Pseudevernia furfuracea e il lichene islandico (Cetraria islandica).

### Mammiferi
Il numero di specie di mammiferi presenti nel parco è pari a 50 equivalente al 59,5% delle specie presenti nell'intero paese. Cinque specie sono endemiche dei Balcani, tra i grandi mammiferi il parco ospita l'orso (Ursus arctos), la lince dei Balcani (Lynx lynx martinoi), il lupo (Canis lupus) e il camoscio dei Balcani (Rupicapra rupicapra balcanica).

### Avifauna
Nel parco sono presenti 129 specie di uccelli, 19 delle quali sono incluse negli elenchi della Direttiva Uccelli, complessivamente sono 32 le specie incluse in liste varie di tutela. Nel parco si è registrata inoltre l'unica presenza del codirosso di Guldenstadt (Phoenicurus erythrogastrus) nel paese.

### Anfibi e rettili
Sia tra gli anfibi sia tra i rettili spicca il numero delle specie presenti, 11 specie di anfibi, equivalente al 73.3% delle specie totali presenti nel paese e 24 specie di rettili (il 75% del totale); tre specie di anfibi e cinque di rettili sono endemiche dei Balcani.

### Pesci
I corsi d'acqua presenti nel parco hanno tutti il carattere torrentizio dei corsi di montagna, ospitano 4 specie di trote, tre delle quali endemiche dell'area dei Balcani occidentali: Salmo farioides, Salmo montenegrinus e Salmo dentex.